# Liste des cathédrales de Chine
Cet article recense les cathédrales de Chine.

## Liste

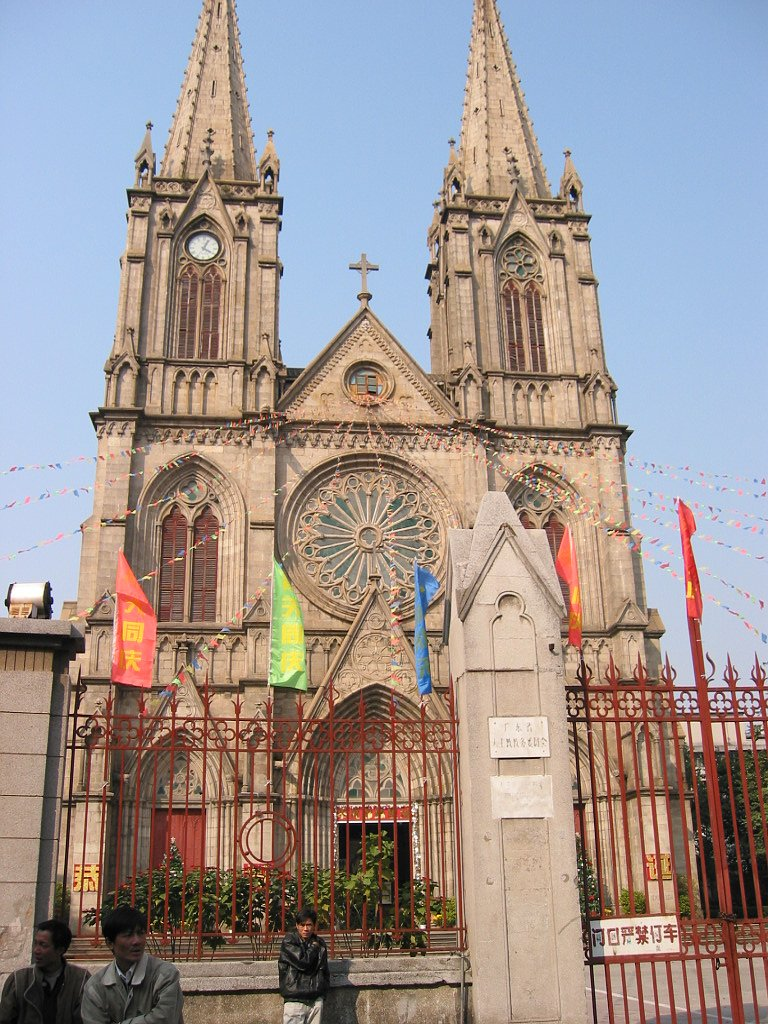
La Cathédrale du Sacré-Cœur de Jésus à Canton (Guangzhou).

- Cathédrale du Sacré-Cœur-de-Jésus d'Anqing
- Cathédrale du Sacré-Cœur de Jésus à Canton (Guangzhou)
- Cathédrale Sainte-Thérèse de Changchun
- Cathédrale de l'Immaculée-Conception de Chengdu
- Cathédrale du Sacré-Cœur-de-Jésus de Dali
- Cathédrale Notre-Dame-de-Grâce de Daming
- Cathédrale du Cœur-Immaculé-de-Marie de Datong
- Cathédrale Saint-Dominique de Fuzhou
- Cathédrale du Sacré-Cœur-de-Jésus de Haikou
- Cathédrale de l'Immaculée-Conception de Hangzhou
- Cathédrale Sainte-Sophie de Harbin (orthodoxe)
- Cathédrale du Sacré-Cœur-de-Jésus de Harbin
- Cathédrale Saint-John de Hong Kong (anglicane)
- Cathédrale Saint-Jean de Langzhong (anglicane)
- Cathédrale de l'Immaculée-Conception de Hong Kong (catholique)
- Cathédrale du Sacré-Cœur de Jilin
- Cathédrale du Sacré-Cœur de Jinan
- Cathédrale du Sacré-Cœur de Kaifeng
- Cathédrale du Sacré-Cœur-de-Jésus de Kunming
- Cathédrale de Hongdong à Linfen
- Cathédrale de la Sé de Macao
- Cathédrale Saint-Paul, à Macao (catholique) - en partie détruite, n'est plus la cathédrale du diocèse
- Cathédrale Notre-Dame de Chine à Nanning
- Cathédrale de l'Immaculée Conception à Nankin
- Cathédrale de l'Immaculée Conception à Pékin
- Cathédrale Saint-Michel à Qindao
- Cathédrale Saint-Ignace à Shanghai
- Cathédrale Saint-Joseph de Shantou
- Cathédrale du Sacré-Cœur de Shenyang
- Cathédrale Notre-Dame-des-Sept-Douleurs de Suzhou
- Cathédrale Saint-Joseph de Tianjin
- Cathédrale de l'Immaculée-Conception à Ürümqi
- Cathédrale Saint-Paul de Wenzhou
- Cathédrale Saint-Joseph de Wuhu
- Cathédrale de Wuzhou
- Cathédrale Saint-François à Xi'an